# Saint-Thiébaud
Pour les articles homonymes, voir Saint-Thibault.
Saint-Thiébaud est une commune française située dans le département du Jura, dans la région culturelle et historique de Franche-Comté et la région administrative Bourgogne-Franche-Comté.

### Localisation

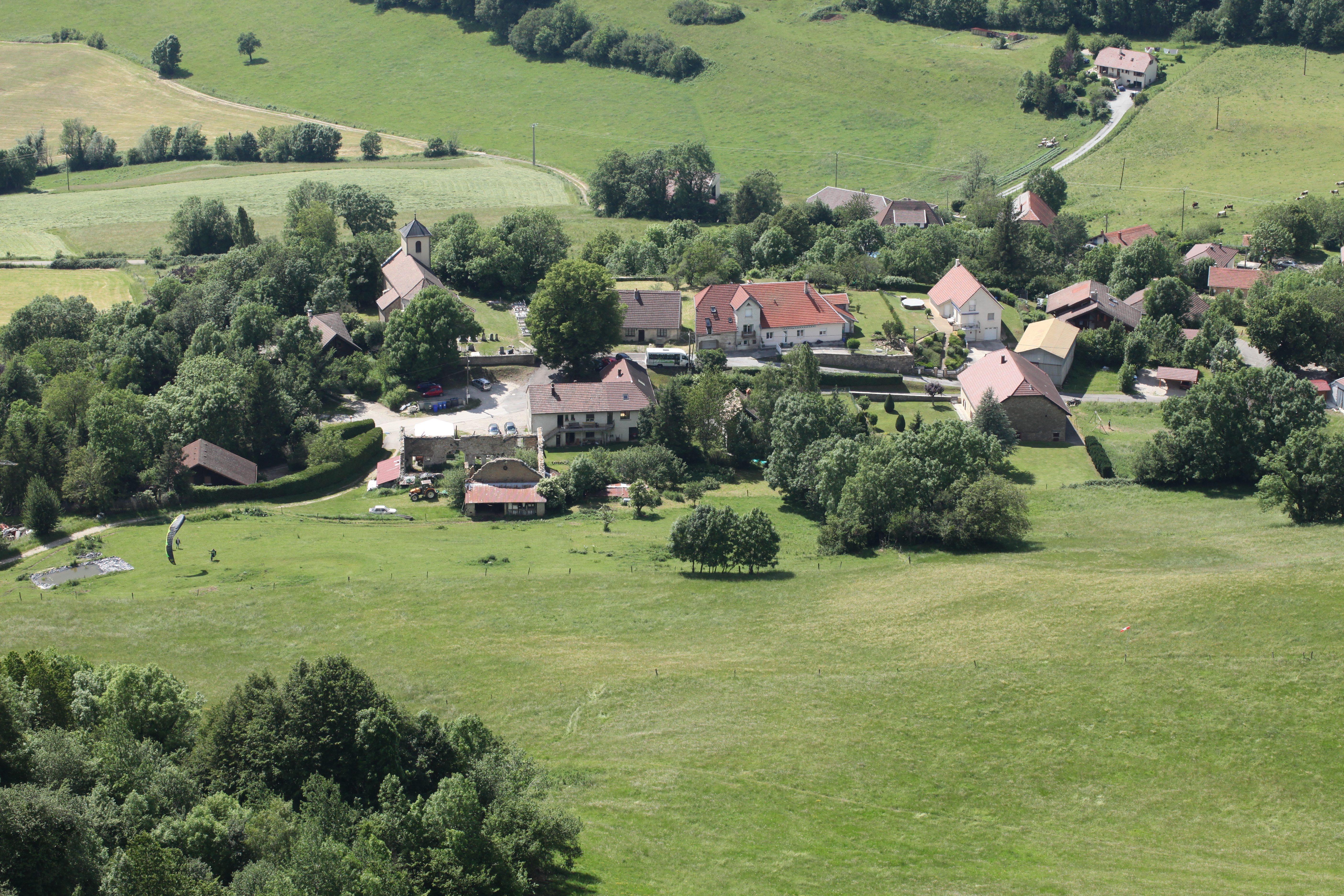
Le village vu depuis le Mont Poupet.

## Géographie

### Communes limitrophes
Les communes limitrophes sont  Ivrey, La Chapelle-sur-Furieuse et Salins-les-Bains.

### Géologie et relief
Sur la commune se trouve le mont Poupet, d'une altitude de 851 mètres.

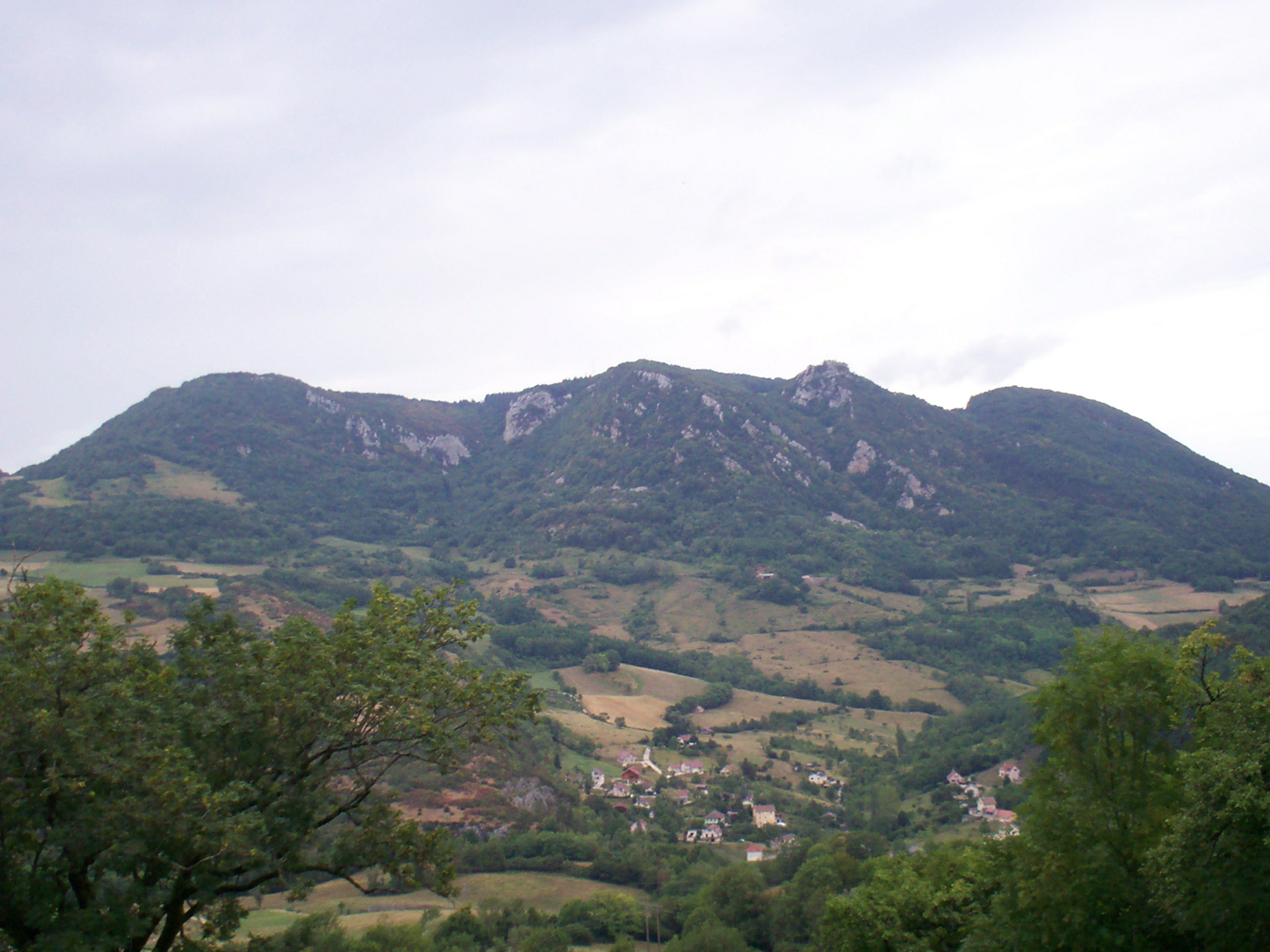
Le Mont Poupet vers Salins-les-Bains.

### Climat
Pour des articles plus généraux, voir Climat de la Bourgogne-Franche-Comté et Climat du département du Jura.
En 2010, le climat de la commune est de type climat de montagne, selon une étude du Centre national de la recherche scientifique s'appuyant sur une série de données couvrant la période 1971-2000. En 2020, Météo-France publie une typologie des climats de la France métropolitaine dans laquelle la commune est exposée à un climat semi-continental et est dans la région climatique Jura, caractérisée par une forte pluviométrie en toutes saisons (1 000 à 1 500 mm/an), des hivers rigoureux et un ensoleillement médiocre.
Pour la période 1971-2000, la température annuelle moyenne est de 9,2 °C, avec une amplitude thermique annuelle de 17,2 °C. Le cumul annuel moyen de précipitations est de 1 485 mm, avec 14,5 jours de précipitations en janvier et 9,8 jours en juillet. Pour la période 1991-2020, la température moyenne annuelle observée sur la station météorologique de Météo-France la plus proche, « Arc-et-Senans », sur la commune d'Arc-et-Senans à 9 km à vol d'oiseau, est de 11,7 °C et le cumul annuel moyen de précipitations est de 1 182,8 mm. 
La température maximale relevée sur cette station est de 41,5 °C, atteinte le 13 août 2003 ; la température minimale est de −25 °C, atteinte le 2 janvier 1971,,.
Les paramètres climatiques de la commune ont été estimés pour le milieu du siècle (2041-2070) selon différents scénarios d'émission de gaz à effet de serre à partir des nouvelles projections climatiques de référence DRIAS-2020. Ils sont consultables sur un site dédié publié par Météo-France en novembre 2022.

## Urbanisme

### Typologie
Au 1er janvier 2024, Saint-Thiébaud est catégorisée commune rurale à habitat dispersé, selon la nouvelle grille communale de densité à sept niveaux définie par l'Insee en 2022.
Elle est située hors unité urbaine. Par ailleurs la commune fait partie de l'aire d'attraction de Salins-les-Bains, dont elle est une commune de la couronne,. Cette aire, qui regroupe 14 communes, est catégorisée dans les aires de moins de 50 000 habitants,.

### Occupation des sols

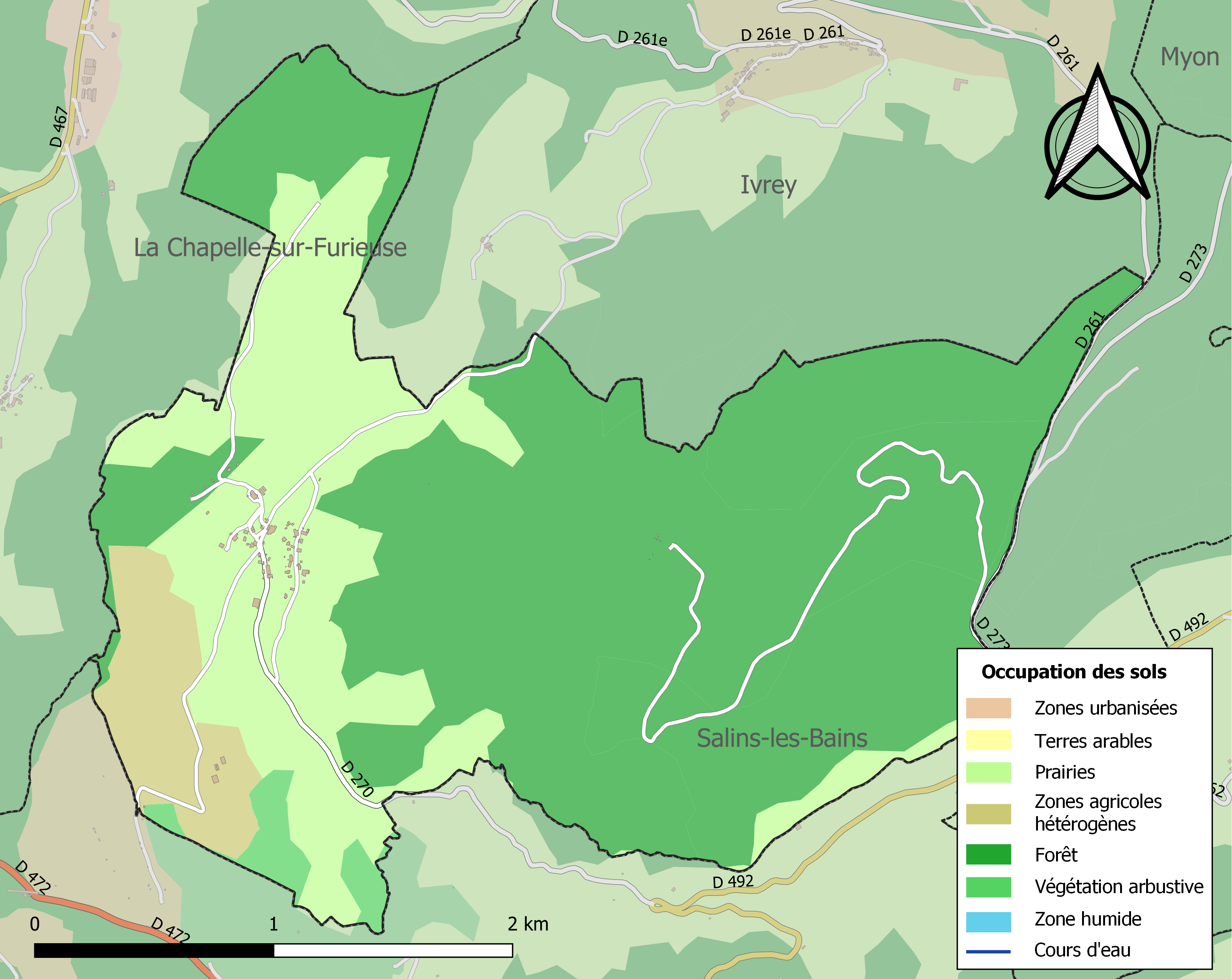
Carte des infrastructures et de l'occupation des sols de la commune en 2018 (CLC).

L'occupation des sols de la commune, telle qu'elle ressort de la base de données européenne d’occupation biophysique des sols Corine Land Cover (CLC), est marquée par l'importance des forêts et milieux semi-naturels (68,4 % en 2018), une proportion identique à celle de 1990 (68,4 %). La répartition détaillée en 2018 est la suivante :
forêts (66,2 %), prairies (25,6 %), zones agricoles hétérogènes (6 %), milieux à végétation arbustive et/ou herbacée (2,2 %). L'évolution de l’occupation des sols de la commune et de ses infrastructures peut être observée sur les différentes représentations cartographiques du territoire : la carte de Cassini (XVIIIe siècle), la carte d'état-major (1820-1866) et les cartes ou photos aériennes de l'IGN pour la période actuelle (1950 à aujourd'hui).

### Habitat et logement
En 2020, le nombre total de logements dans la commune était de 44, alors qu'il était de 46 en 2015 et de 42 en 2010.
Parmi ces logements, 68,2 % étaient des résidences principales, 25 % des résidences secondaires et 6,8 % des logements vacants. Ces logements étaient pour 88,6 % d'entre eux des maisons individuelles et pour 6,8 % des appartements.
Le tableau ci-dessous présente la typologie des logements à Saint-Thiébaud en 2020 en comparaison avec celle du département du Jura et de la France entière. Une caractéristique marquante du parc de logements est ainsi une proportion de résidences secondaires et logements occasionnels (25 %) supérieure à celle du département (10,4 %) et à celle de la France entière (9,7 %). Concernant le statut d'occupation de ces logements, 80 % des habitants de la commune sont propriétaires de leur logement (86,2 % en 2015), contre 66,1 % pour le département du Jura et 57,5 pour la France entière.
| Typologie                                               | Saint-Thiébaud | Jura | France entière |
| ------------------------------------------------------- | -------------- | ---- | -------------- |
| Résidences principales (en %)                           | 68,2           | 79,8 | 82,1           |
| Résidences secondaires et logements occasionnels (en %) | 25             | 10,4 | 9,7            |
| Logements vacants (en %)                                | 6,8            | 9,8  | 8,2            |

## Toponymie
Au cours de la Révolution française, la commune porte temporairement le nom de Fontenelle.

## Politique et administration

### Rattachements administratifs et électoraux

#### Rattachements administratifs
La commune se trouvait depuis 1926 dans l'arrondissement de Lons-le-Saunier du département du jura.  Le 1er janvier 2017, elle est transférée dans l'arrondissement de Dole
Elle faisait partie depuis 1793 du canton de Salins-les-Bains. Dans le cadre du redécoupage cantonal de 2014 en France, cette circonscription administrative territoriale a disparu, et le canton n'est plus qu'une circonscription électorale.

#### Rattachements électoraux
Pour les élections départementales, la commune fait partie depuis 2014 du canton d'Arbois
Pour l'élection des députés, elle fait partie de la troisième circonscription du Jura.

### Intercommunalité
Saint-Thiébaud était membre de la petite communauté de communes du pays de Salins-les-Bains, un établissement public de coopération intercommunale (EPCI) à fiscalité propre créé en 2000 et auquel la commune avait transféré un certain nombre de ses compétences, dans les conditions déterminées par le code général des collectivités territoriales.
Dans le cadre des dispositions de la loi portant nouvelle organisation territoriale de la République du 7 août 2015, qui prévoit que les établissements publics de coopération intercommunale (EPCI) à fiscalité propre doivent avoir un minimum de 15 000 habitants, cette intercommunalité a fusionné avec ses voisines pour former, le 1er janvier 2017, la communauté de communes Arbois, Poligny, Salins – Cœur du Jura, dont est désormais membre la commune.

### Liste des maires
| Période      | Période                        | Identité              | Étiquette | Qualité |
| ------------ | ------------------------------ | --------------------- | --------- | --- |
| mars 1989    | août 2014                      | Jacques Paul          |           | Agriculteur, syndicaliste FDSEA Administrateur Groupama et de la laiterie Jean Perrin à Cléron Mort en fonction |
| octobre 2014 | octobre 2023                   | Patrick Montevecchio, |           | Retraité Démissionnaire                                                                                         |
| octobre 2023 | En cours (au 30 novembre 2023) | Nicolas Goncalves     |           | Chef d'entreprise                                                                                               |

## Population et société

### Démographie
L'évolution du nombre d'habitants est connue à travers les recensements de la population effectués dans la commune depuis 1793. Pour les communes de moins de 10 000 habitants, une enquête de recensement portant sur toute la population est réalisée tous les cinq ans, les populations de référence des années intermédiaires étant quant à elles estimées par interpolation ou extrapolation. Pour la commune, le premier recensement exhaustif entrant dans le cadre du nouveau dispositif a été réalisé en 2005.

En 2022, la commune comptait 73 habitants, en évolution de +21,67 % par rapport à 2016 (Jura : −0,81 %, France hors Mayotte : +2,11 %).
| 1793 | 1800 | 1806 | 1821 | 1831 | 1836 | 1841 | 1846 | 1851 |
| ---- | ---- | ---- | ---- | ---- | ---- | ---- | ---- | ---- |
| 199  | 160  | 240  | 179  | 161  | 165  | 150  | 144  | 156  |

| 1856 | 1861 | 1866 | 1872 | 1876 | 1881 | 1886 | 1891 | 1896 |
| ---- | ---- | ---- | ---- | ---- | ---- | ---- | ---- | ---- |
| 145  | 180  | 184  | 147  | 136  | 127  | 124  | 130  | 139  |

| 1901 | 1906 | 1911 | 1921 | 1926 | 1931 | 1936 | 1946 | 1954 |
| ---- | ---- | ---- | ---- | ---- | ---- | ---- | ---- | ---- |
| 130  | 148  | 135  | 118  | 118  | 105  | 103  | 77   | 79   |

| 1962 | 1968 | 1975 | 1982 | 1990 | 1999 | 2005 | 2006 | 2010 |
| ---- | ---- | ---- | ---- | ---- | ---- | ---- | ---- | ---- |
| 90   | 61   | 58   | 67   | 70   | 60   | 63   | 64   | 68   |

| 2015 | 2020 | 2022 | - | - | - | - | - | - |
| ---- | ---- | ---- | - | - | - | - | - | - |
| 62   | 70   | 73   | - | - | - | - | - | - |

### Cultes
Pour le culte catholique, les fidèles disposent de l'église saint Thiébaud, relevant de la paroisse Saint Anatoile du diocèse de Saint-Claude. Les curés sont MM. les abbés Jean-Baptiste Dole et Simon Lebeaud[réf. nécessaire].

## Culture locale et patrimoine

### Lieux et monuments
- Le pylône sur le mont Poupet fait 62 m de haut.
- Le village abrite une école de vol libre (parapente et deltaplane) depuis 1987 : Poupet Vol Libre.
- Église saint Thiébaud.

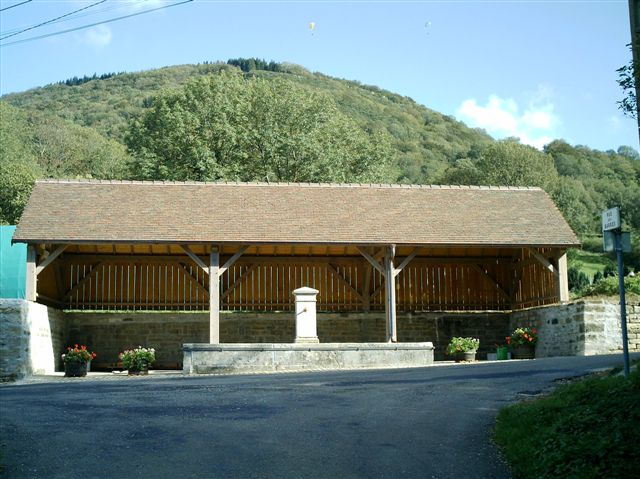
Ancien lavoir.
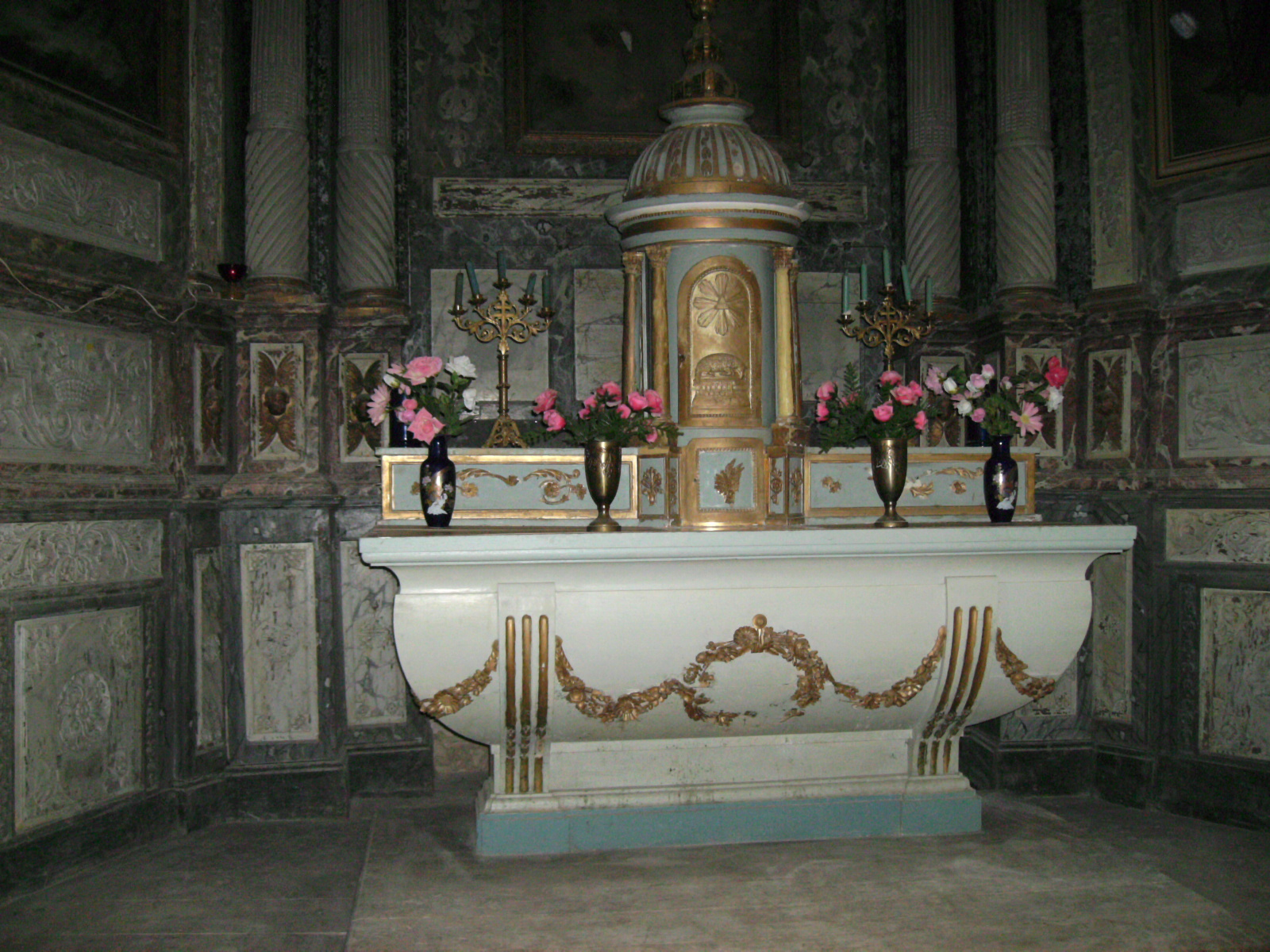
Dans l'église.
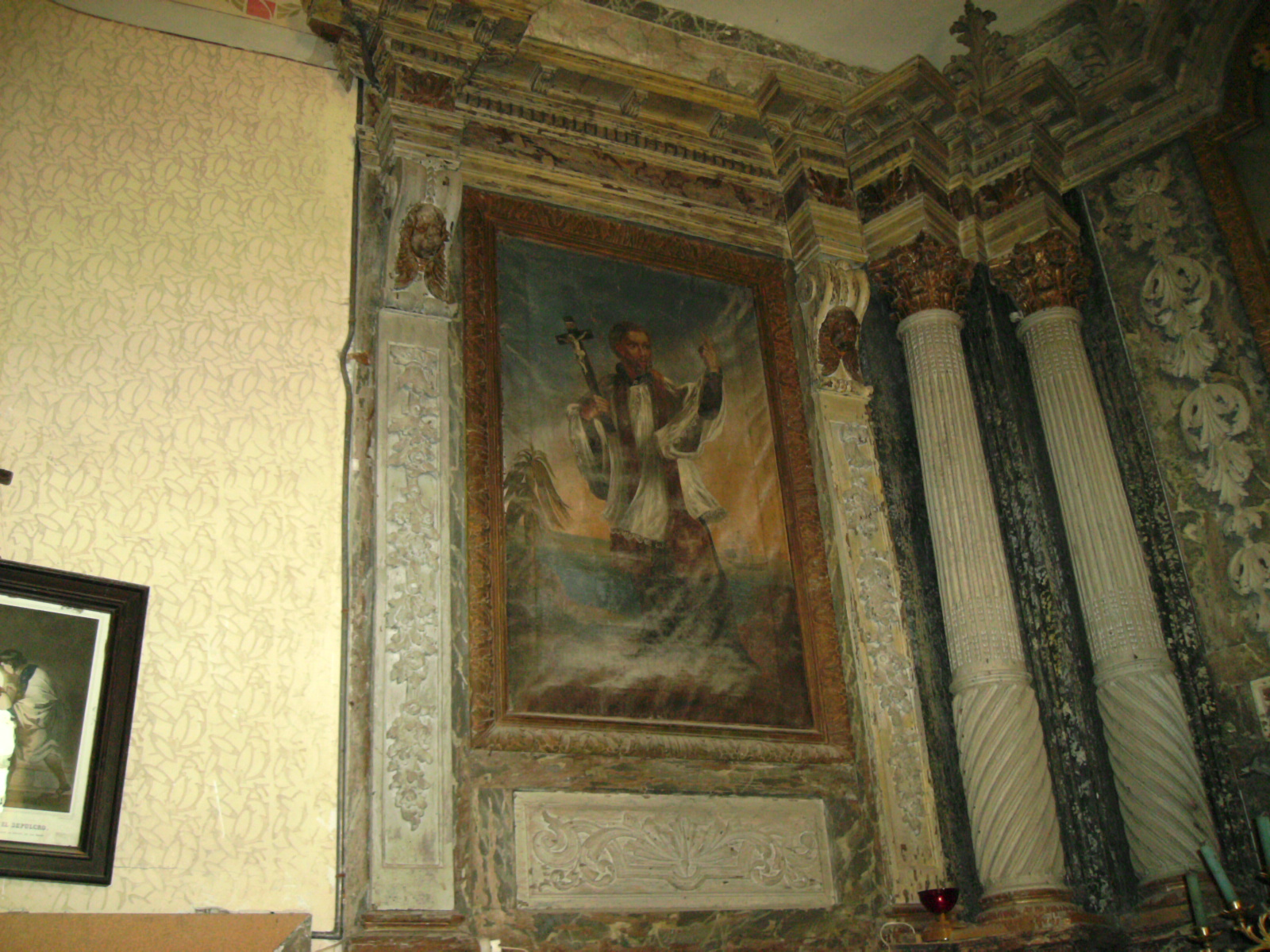

### Personnalités liées à la commune
- Guillaume de Pontamougeard (1628-1689), militaire et diplomate comtois, seigneur de Saint-Thiébaud

## Héraldique
| Blason de Saint-Thiébaud | Blason  | Tiercé en pairle renversé: au 1er d'azur semé de billettes d'or et au lion du même, au 2e d'argent à la grappe de raisin pamprée de sinople, au 3e de gueules à l'ermite d'argent vêtu d'or. |
| Blason de Saint-Thiébaud | Détails | Le statut officiel du blason reste à déterminer. |

## Pour approfondir